# Kaiserlinden (Rammelfangen)

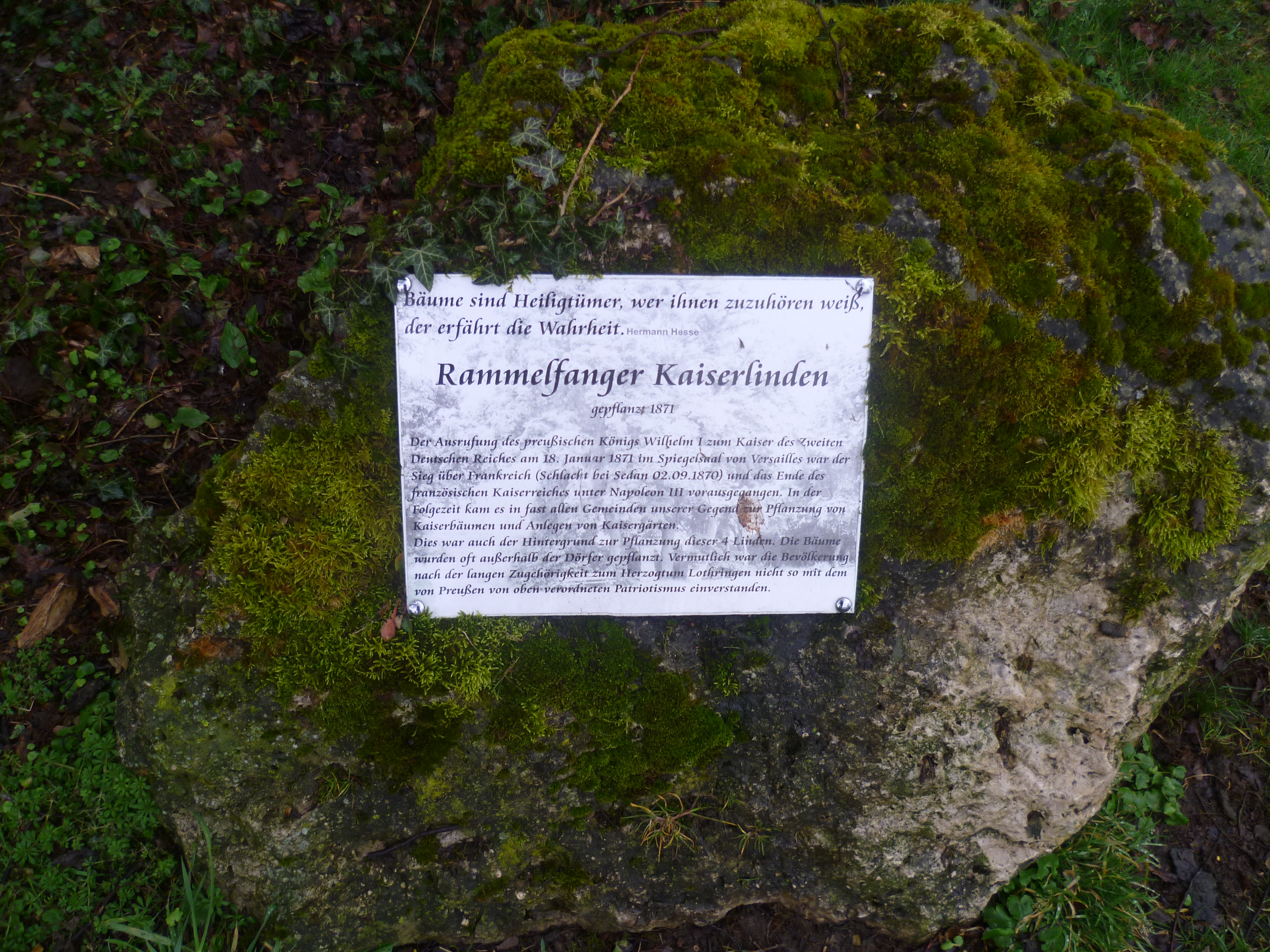
Infotafel für die Kaiserlinden Rammelfangen

Die Kaiserlinden in Rammelfangen waren ursprünglich vier. Doch das Sturmtief „Burglind“ vom 3. Januar 2018 brachte eine hiervon zu Fall, sodass nur noch drei davon übriggeblieben sind.
Die vier Kaiserlinden wurden anlässlich der Krönung des preußischen Königs Wilhelm I. zum deutschen Kaiser, die 1871 im Schloss Versailles im dortigen Spiegelsaal stattfand, im Jahre 1872 gepflanzt. Im Jahre 2008 wurde eine Informationstafel dort angebracht.